# Metal Allegiance
Metal Allegiance je americká heavymetalová superskupina, kterou založil v roce 2014 na Long Islandu baskytarista a skladatel Mark Menghi. Krátce poté přibral baskytaristu Davida Ellefsona z Megadeth, kytaristu Alexe Skolnicka z Testament a bubeníka Mika Portnoye, bývalého člena Dream Theater. Kapela nemá oficiálního hlavního zpěváka; na studiové nahrávky a živá vystoupení si tedy najímá zpěváky a/nebo kytaristy (Andreas Kisser z kapely Sepultura, Mark Osegueda z Death Angel apod.)

## Vznik
Metal Allegiance založil baskytarista, skladatel písní a producent Mark Lenghi roku 2014 na Long Islandu. Brzy nato přibral baskytaristu Davida Ellefsona (Megadeth) a bubeníka Mika Portnoye (The Winery Dogs, Sons of Apollo, Flying Colors, v minulosti Dream Theater), aby hráli na Motörboat Cruise kapely Motörhead. Všichni členové byli dlouhodobí přátelé a už se spolu v minulosti setkali či dohromady hráli (Shiprocked Cruise, NAMM), což nakonec vedlo k nahrání prvního alba. V průběhu Motörboat Cruise se stal posledním členem čtyřčlenného jádra kytarista Alex Skolnick (Testament).

## Debut, EP
Eponymní debutové album vyšlo 17. září 2015; objevilo se na něm přes 20 hostů (zpěváci Phil Anselmo, Alissa White-Gluz, kytaristé Heafy, Gary Holt, Charlie Benante, baskytarista Rex Brown a další). Nahrávka vznikala 9 měsíců (od prosince 2014 do září 2015), Menghi, Ellefson, Skolnick a Portnoy psali, nahrávali, mixovali a prováděli mastering; skupina podepsala smlouvu s Nuclear Blast Entertainment.
Album obdrželo pozitivní hodnocení kritiky a také v žebříčcích si vedlo dobře – umístilo se na 27. pozici Top Rock Albums Chart a na 143. pozici Billboard 200. Metal Allegiance nahrávku propagovali vystupováním na mnoha koncertech ve Spojených státech a různých festivalech (Loud Park Festival v Japonsku, Bloodstock Festival ve Spojeném království atd.)
Dalším albem Metal Allegiance se stalo v roce 2016 pouze digitálně vydané EP s coververzemi, Fallen Heroes. Skupina tak vzdala hold tehdy nedávno zesnulým zpěvákům Lemmymu Kilmistrovi, Davidu Bowiemu a Glennu Freyovi. Na nahrávce se objevily coververze „Iron Fist“ od Motörhead, „Suffragette City“ od Bowieho a „Life in the Fast Lane“ od Eagles, které nazpívali Troy Sanders, Mark Osegueda a Alissa White-Gluz, v tomto pořadí.

## Volume II: Power Drunk Majestya připravované třetí studiové album
Své druhé studiové album, Volume II: Power Drunk Majesty, vydali Metal Allegiance 7. září 2018. Kromě Oseguedy a Sanderse se na albu jako zpěváci podíleli Trevor Strnad, John Bush, Bobby „Blitz“ Ellsworth, Mark Tornillo, Johan Hegg, Floor Jansen či Max Cavalera.
Na třetím albu, které skupina připravuje, se údajně objeví jako hosté Bobby „Blitz“ Ellsworth a Phil Demmel.

## Členové

### Současná sestava
- Mark Menghi – baskytara, autor písní (2014–současnost)
- Alex Skolnick – kytara (2014–současnost)
- David Ellefson – baskytara (2014–současnost)
- Mike Portnoy – bicí (2014–současnost)

### Živá vystoupení
- Andreas Kisser – kytara (2014–současnost)
- Mark Osegueda – zpěv (2015–současnost)
- Charlie Benante – bicí (2015–2016)
- Dave Lombardo – bicí (2016, 2020)
- Phil Demmel – doprovodná kytara (2016)

## Diskografie

### Studiová alba
- Metal Allegiance (2015)
- Volume II: Power Drunk Majesty (2018)

### EP
- Fallen Heroes (2016)